# كريس كوك (سائق سباق)
كريس كوك (بالإنجليزية: Chris Cook)‏ هو سائق سباق أمريكي، ولد في 23 ديسمبر 1971 في فينيكس في الولايات المتحدة.

## وصلات خارجية
- الموقع الرسمي
- كريس كوك على موقع Racing-Reference.info (الإنجليزية)